# Зантийские подонки
«Зантийские подонки» (англ. The Outer Limits: The Zanti Misfits) — телефильм, 14 серия 1 сезона телесериала «За гранью возможного» 1963—1965 годов. Режиссёр: Леонард Хорн. В ролях — Майкл Толан, Оливе Диринг, Роберт Ф. Саймон, Клод Вулман, Брюс Дерн.

## Вступление
В мировой истории сострадательные мудрецы обдумывали мрачный и тревожный вопрос: что общество должно сделать с теми участниками, которые угроза обществу, теми мятежниками и подонками, поведение которых подрывает и разрушает устои цивилизации? Разные эпохи находили различные ответы. Подонков сжигали, клеймили и высылали. Сегодня, на планете Земля, преступников заключают в тюрьму в исправительных целях… или их казнят. Иные миры используют другие методы. Это — история того, как взыскательные правители планеты Занти попытались решить проблему несознательных элементов на своей планете.

## Сюжет
Вооружённые силы оцепили заброшенный город в Калифорнии, ожидая прибытия космического корабля с планеты Занти. Лидеры Занти решили, что Земля — «прекрасное место», чтобы сослать туда своих преступных элементов. Они угрожают «полным разрушением», если их космическое тюремное судно подвергнется нападению со стороны людей. 
Тем временем некий Бен Гарт, беглый грабитель, пробирается за оцепление и приближается к зантийскому кораблю, что вызывает безобразный побег из тюремного судна. Разъярённые земные военные переходят в наступление на зантийцев, убивая всех инопланетян и с ужасом ожидая атаки из космоса. Но вместо этого Земля получает сообщение с благодарностью от руководителей Занти. Оказалось, что зантийцы настолько мирные по натуре, что они не способны казнить представителей своей расы. И именно потому они и послали своих самых последних отщепенцев и подонков тем, кого в космосе считают экспертами по убийству. Землянам.

## Заключительная фраза
Всегда в истории различные государства попробовали различные методы избавления общества от тех его членов, которые доказали свою неспособность или нежелание нормально жить среди своих собратьев. Зантийцы не прибегли ни к чему новому — просто к ещё одному методу, который ни лучше, ни хуже, чем все другие, ни более человечный, ни менее человечный чем все другие… возможно, просто нечеловеческому.